# Nauphoeta cinerea
Nauphoeta cinerea es una especie de cucaracha del género Nauphoeta, familia Blaberidae, orden Blattodea.

## Distribución
Se distribuye por áreas circumtropicales, nativa de África.

## Taxonomía
Fue descrita por Olivier en 1789 y publicada en Olivier. 1789. Encycl. meth., Hist. nat. 4.